# Agonita femoralis
Agonita femoralis es un coleóptero de la familia Chrysomelidae.
Fue descrita científicamente por primera vez en 1905 por Julius Weise.